# Cyclothone pallida
Espèce
Cyclothone pallida est une espèce de poissons appartenant à la famille des Gonostomatidae.